# Henri XI de Legnica
Pour les articles homonymes, voir Henri XI.
Henri XI de Legnica (polonais : Henryk XI Legnicki) ; né au château de Legnica (allemand : Liegnitz), le 23 février 1539 – mort à Cracovie, le 3 mars 1588, est trois fois duc de Legnica : de 1551 à 1556 avec un régent puis de 1559 à 1576 et de 1580 à 1581.

## Biographie

### Premières années
Henri est le fils aîné de Frédéric III, duc de Legnica, et de son épouse Catherine, fille d'Henri V de Mecklembourg-Schwerin .
En 1551, le père d'Henri XI est destitué du gouvernement du duché de  Legnica par l'empereur Charles Quint. La décision de l'empereur est dictée par le comportement de Frédéric III qui avait rejoint la coalition des princes protestants rebelles, et également soutenu depuis longtemps le principal adversaire des  Habsbourgs, le roi Henri II de France. Henri XI est désigné comme nouveau duc de Legnica, mais comme il n'est encore âgé que de douze ans une régence est instituée elle comprend le gouverneur impérial, et prince-évêque de Breslau, Balthasar de Promnitz et Georges II le Pieux, duc de Brzeg et frère cadet de Frédéric III, à la cour duquel Henri passe plusieurs années en étudiant les sciences. Après l'abdication de l'Empereur Charles V du Saint-Empire en 1556, Frédéric III après avoir juré fidélité au nouvel empereur Ferdinand Ier est rétabli dans son duché de Legnica.

### Duc de Legnica
Le 27 octobre 1559 l'empereur Ferdinand Ier décide de destituer une nouvelle fois Frédéric III de son duché cette fois définitivement. Comme Henri XI est désormais un adulte à cette époque il prend le gouvernement de Legnica sans régent. Frédéric III est placé en détention dans son propre palais pendant le onze années suivantes jusqu'à sa mort le 15 décembre 1570.
Henri XI rend l'hommage à Wroclaw en 1563 pour un  duché paternel qui est en quasi banqueroute, avec un endettement qui s'élève à 80 000 talers. le nouveau duc entreprend le remboursement progressif de ses créanciers toutefois le niveau de ses dettes augmente dramatiquement pour atteindre à la fin de son règne le montant de 700 000 talers ! Le duc de Legnica, Henri XI tente de refinancer ses créances par tous les moyens. En 1567 il propose en échange de 120 000 talers le « Privilège de Głogów » qui garantit à ses sujets l'exemption de l'hommage s'ils le désignent comme leur héritier. L'idée n'a pas de succès et le 24 décembre 1571 Henri XI essaye d'inciter ses sujets à rembourser ses  dettes en offrant leurs biens et objets de valeur, en contrepartie de leur dévotion à son égard, il s'engage à leur assurer un salaire fixe correspondant à leur position et rang social ! Devant le peu de succès de ses propositions, Henri XI décide d'emprisonner les représentants des « États de Legnica » jusqu'à ce qu'ils donnent par écrit leur accord sur le paiement d'une taxe de 66 000 talers. Après avoir obtenu leur libération ils s'enfuient à Vienne où ils se plaignent à l'Empereur Maximilien II du Saint-Empire des pratiques du duc de Legnica. L'empereur désigne une commission spéciale afin d'enquêter sur la question.

### Voyage dans le Saint-Empire et en France
En mars 1575 Henri XI, qui cherche à calmer les difficultés dans son duché, entreprend un long voyage dans l'Empire. Pendant son absence, Legnica est administré par son frère cadet Frédéric IV de Legnica, qui en décembre 1571 a été nommé corégent du duché, mais qui n'a pas quitté son fief. 
Le voyage dure trois ans, au cours desquels  Henri XI visite de nombreuses villes dont : Prague où il assiste au couronnement de l'empereur Rodolphe II du Saint-Empire comme roi de Bohême le 22 septembre 1575, Worms, Ratisbonne, Augsbourg, Heidelberg, Mayence, Spire, Ingolstadt, Prague de nouveau, Cieszyn, Nuremberg, Strasbourg, Francfort, Cologne et Leipzig. Pendant ce périple, Henri XI est l'hôte de plusieurs cours allemandes.
Lors de son passage dans l'Électorat du Palatinat du Rhin, il se joint aux mercenaires de Jean Casimir du Palatinat, qui renforcent les forces huguenotes et combattent le nouveau roi de France et ancien roi de Pologne, le catholique Henri III. Avec les fonds qu'il reçoit de Legnica, Henri IX peut solder une troupe de près de 9.000 hommes. Quand l'empereur Maximilien II apprend son engagement dans les guerres de religion en France, il ordonne au duc d'abandonner son service armé, Henri XI refuse d'obéir à l'ordre impérial et reste aux côtés du Prince Henri Ier de Condé, qui lui rémunère ses services. En mai 1576 après la signature de l'Édit de Beaulieu, le conflit religieux en France s'apaise provisoirement et l'engagement d'Henri XI dans l'armée se termine. Peu de temps après avoir reçu la solde de ses services il la dépense par son train de vie dispendieux et le duc doit contracter de nouvelles dettes. À cette époque au printemps de 1577, il décide de retourner à Legnica. Au total, l'expédition de trois ans d'Henri XI dans le Saint-Empire et en France a coûté 32 000 talers.

### Retour à Legnica
Pendant qu'Henri XI combat en France, son jeune frère Frédéric IV  décide de profiter de son absence pour se libérer de sa tutelle. Il rencontre l'empereur Maximilien II, et demande la révision du traité de partage de Legnica. 
Des Commissaires spéciaux en vertu d'un décret impérial du 13 mars 1576 déclarent que Frédéric IV est le nouveau duc de  Legnica, il prend officiellement possession du gouvernement du duché un mois plus tard, le 17 avril. Le nouveau duc à l'obligation de subvenir aux besoins de la famille d'Henri XI qui est restée en  Silésie pour tous ses besoins, y compris la nourriture et de le monétaire. La date de la division officielle du duché entre les deux frères est fixée au 29 septembre 1577. Toutefois la partition ne devient pas effective car Maximilien II meurt le 12 octobre 1576 et le nouvel empereur Rodolphe II du Saint-Empire veut réexaminer le cas.
L'engagement de Frédéric IV de payer les dettes de son frère et de son père, sa gestion financière prudente et les économies qu'il réalise sur les dépenses du duché déplaisent à la  noblesse de Legnica, habituée aux « générosités » des souverains précédents. C'est pour cette raison qu'ils accueillent avec enthousiasme Henri XI lorsqu'il rentre le 9 novembre 1577 de son long voyage. Pour Henri XI la mort de Maximilien II qui lui était hostile est une chance inespérée de reprendre le pouvoir à Legnica d'autant qu'elle met maintenant son sort entre les mains de Rodolphe II dont il a participé au couronnement en 1575. Toutefois, étant incapable de régler le différend sur la possession de Legnica, Henri XI s'empare du château Grodziec, d'où il a commencé à harceler les domaines de son frère. Malgré des tentatives de médiation, cette situation dure plusieurs années, jusqu'à ce que Frédéric IV finalement remporte la victoire et le gouvernement de Legnica comme souverain unique. Grodziec est donné au comte de Zedlitz et le 16 novembre 1578 Henri XI doit entreprendre un nouveau « voyage en Allemagne », et visiter Halle, Berlin et Rostock.
À ce moment l'épouse d'Henri XI, Sophie de Hohenzollern, supplie l'empereur Rodolphe II de restituer ses domaines à son époux. Le 5 octobre 1580, Rodolphe II, versatile, annule le décret du 17 avril 1576 et restitue à Henri XI la souveraineté de  Legnica qui est toutefois obligé de partager le gouvernement avec son frère. Henrik XI installe sa résidence à Legnica, et Frédéric IV est obligé de s'établir à Chojnów. Le 28 octobre 1580, Henri XI est reçu à Legnica lors d'une cérémonie solennelle.
Le duc de Legnica continue toutefois d'avoir un comportement désinvolte envers son suzerain. Plusieurs mois après avoir été restauré par décret impérial Henri XI n'a toujours pas rendu l'Hommage féodal à Empereur, ni participé au sejmach de Silésie. Le 7 juin 1581, une expédition militaire punitive est réunie et conduite par le Gouverneur Impérial de Silésie et Prince-évêque de Wroclaw, Marcin Gerstmann. L'expédition ne réussit pas à prendre la cité par surprise, ce qui permet qu'Henri XI reprenne l'avantage en collectant de la nourriture auprès de ses autres cités et se prépare à une longue résistance. Des négociations entre les deux parties s'engagent : elles ont pour résultats qu'Henri XI accepte de payer tribut à Charles II de Münsterberg-Œls (polonais : Ziębice-Olésnica), et aussi de comparaitre devant l'empereur à Prague.
Henri XI arrive à Prague le 9 juillet 1581 et doit attendre des mois avant d'obtenir une audience de Rodolphe II. Le châtiment est très sévère : Henri XI est arrêté et perd le contrôle de  Legnica, qui est de nouveau confié à Frédéric IV, qui comme antérieurement doit s'engager à subvenir aux besoins de la famille d'Henri XI, en lui versant une rente de 30 talers hebdomadaire. Henri XI passe la première année de sa captivité au château de Prague, et les trois années suivantes au château de Wroclaw jusqu'au printemps 1585, quand il est transféré à Świdnica. De là le 30 septembre 1585, après avoir soudoyé ses gardes il réussit à s'échapper. Il est poursuivi en vain par les troupes du nouveau Prince-évêque de Wroclaw, Andrew Jerin et de son oncle Georges II de Brzeg. Après quatre jours de fuites à travers les forêts, Henri XI réussit à passer en Pologne, où il demeure le reste de ses jours.

### Refuge en Pologne
Henri XI entretient de très bonnes relations avec la dynastie des Jagellon avec qui il est proche par de nombreux liens familiaux : son grand-père Frédéric II de Legnica avait épousé en premières noces Elisabeth († 1517), fille du roi Casimir IV et en secondes noces Sophie de Brandebourg-Ansbach († 1537), la grand-mère d'Henri XI qui était la petite-fille de ce même roi Casimir IV, son oncle le frère de  Frédéric II, Georges Ier de Brzeg s'était marié avec Anne de Poméranie, une autre petite-fille de Casimir IV. Le roi Sigismond II de Pologne avait même patronné Frédéric III le père d'Henri XI.
En 1569 le duc de Legnica accepte l'invitation du roi de Pologne de participer au Sejm de Lublin, où est conclue l'Union de Lublin. Lors de cette réunion Sigismond II Auguste, donne à  Henri XI deux lions et des bijoux précieux. Le voyage  en Pologne du duc de Legnica est d'une indéniable grandeur mais aussi d'un cout élevé de 24 000 talers.
En janvier 1575 Henri XI participe aux funérailles de l'évêque de Poznań, Adam Konarski ; il consolide des liens d'amitié étroits avec Jean le jeune frère du défunt évêque et l'été de la même année il est présent à Cracovie afin de promouvoir en vain sa propre candidature au trône de Pologne. Après qu'Henri XI ait quitté la Pologne, l'empereur Rodolphe II et le duc Georges II de Brzeg tentent sans succès de convaincre le nouveau roi élu Étienne Bathory de le rappeler. Immédiatement après l'arrivée de l'envoyé impérial  Andrzej Opaliński à la cour polonaise, Henri XI effectue un voyage à travers les domaines de ses ancêtres. Henri XI visite  Kruszwica, Lowicz et Varsovie. Puis il se rend à Grodno, où il reste aux côtés du roi les trois semaines suivantes. À la fin du voyage il va à « Królewiec » actuellement Kaliningrad en (allemand Kœnigsberg) rendre visite à sa parent, Albert Frédéric de Prusse.
Lors de l'élection de 1586 Henri XI soutient la candidature du prince suédois Sigismond Vasa. Il est même l'émissaire à Stockholm de la vieille reine Anna Jagellon qui confirme son propre soutien à son neveu. En peu de temps il établit des relations amicales avec le roi élu, qui lui promet son appui diplomatique pour retrouver ses possessions perdues. Le 9 décembre 1587 Henri XI assiste au  couronnement de Sigismond III Vasa comme roi de Pologne.

### Décès et sépulture
Henri XI décède de manière inexpliquée le 3 mars 1588 à Cracovie. Les circonstances mystérieuses de sa mort laissent supposer un crime commandité par la cour des Habsbourgs. 
Les obsèques du duc causent des troubles car jusqu'à sa mort Henri XI est resté luthérien. Ses filles et son frère demandent à Sigismond III la levée du corps du défunt et son retour à Legnica. Cette procédure se heurte à la forte opposition de l'empereur Rodolphe II qui refuse la permission de l'entrée du corps d'un rebelle dans ses États. Temporairement le cercueil du duc est déposé chez les  Franciscains de Cracovie, qui pour accepter le corps d'un Protestant réclament un dédommagement et l'assurance que le corps du défunt duc de Legnica soit rapidement enlevé de chez eux. Du fait de l'échec de la famille du duc à obtenir l'accord impérial, après quelques mois le cercueil est directement déposé dans la rue. Ensuite, à la suite des efforts de sa famille et de beaucoup de ses sujets silésiens le 9 novembre 1588 sa dépouille est finalement déposée dans la chapelle de la Sainte église de la Visitation de la Vierge Marie (polonais : Kościół Nawiedzenia Najświętszej Maryi Panny) à Cracovie.

## Union et postérité
Sans le château de Legnica le 11 novembre 1560, Henri XI épouse Sophie de Brandebourg-Ansbach (née le 23 mars 1535 – †  12 février 1587), fille du margrave Georges de Brandebourg-Ansbach. Leurs relations ne furent pas toujours bonnes. Les deux époux avaient une forte personnalité et leurs querelles qui éclataient souvent devant la cour entière étaient célèbres et le plus souvent provoquées par les infidélités de Henri XI avec d'autres femmes. Ils ont néanmoins six enfants :
- Catherine Sophie (née le 7 aout 1561 – † 10 mai 1608), épouse le  26 février 1587 Frédéric de Palatinat-Deux-Ponts.
- Anne Marie (née le 3 janvier 1563 –  † Amberg le  28 février 1620).
- Émilie (née le  26 décembre 1563 – †  château de Friedrichsburg 9 novembre 1618).
- Un fils (né †  vers le 16 janvier 1565).
- Georges Frédéric (née le 11 septembre 1565 – †  14 décembre 1565).
- Sabine Barbara (née le 8 janvier 1571 – †  14 décembre 1572).

De ses deux fils, l'aîné est mort-né ou décédé rapidement après sa naissance. Le second ne vécut que trois mois.

De ses quatre filles, la plus jeune ne vit que 23 mois. Sa sœur aînée, Catherine-Sophie, devient par mariage comtesse palatine de Palatinat-Deux-Ponts, et donne naissance à une fille et des fils jumeaux mais tous meurent avant l'âge de cinq mois. Faute de dot, ses deux dernières filles, Anne Marie et Émilie, restent célibataires, et quand leur cousin Joachim Frédéric apprend la nouvelle, toutes deux ont passé l'âge de 35 ans, et il est trop tard pour leur trouver des candidats acceptables à leurs mains.

## Source de la traduction
- (en) Cet article est partiellement ou en totalité issu de l’article de Wikipédia en anglais intitulé « Henry XI of Legnica » (voir la liste des auteurs).